# Conseller polític
El conseller polític és, dins d'una ambaixada, el tercer diplomàtic en ordre jeràrquic, després de l'ambaixador, i el ministre-conseller. Després, venen tots els altres consellers, que poden arribar a ser bastants (de premsa, de cooperació, de defensa, etc.).